# 徳源院 (文京区)
徳源院（とくげんいん）は、東京都文京区本駒込にある臨済宗妙心寺派の寺院。山号は慈雲山。

## 歴史
海禅寺を開山した僧覺卯（無疑浄光禅師）が開山となり、1630年（寛永7年）湯島に創建し、1682年（天和2年）当地へ移転。

## 所蔵の文化財
- 日限地蔵 - 寺伝によると1793年（寛政5年）に、近くの「動坂」に建立されたという。以来「動坂の日限り地蔵」として崇敬されてきた。願いごとを日を限って祈願すれば、不思議と満願の日に先立ち霊験あらたかなることより「日限地蔵」といわれてきた。1985年（昭和60年）に動坂より当院に移された[2]。